# Stora Krokgylet
Stora Krokgylet är en sjö i Karlshamns kommun i Blekinge och ingår i Mieåns huvudavrinningsområde. Sjön är 5 meter djup, har en yta på 0,036 kvadratkilometer och befinner sig 102 meter över havet.